# Nakadžima Ki-84
Nakadžima Ki-84 Hajate (Čerstvý vítr) (japonsky: 四式戦闘機, Jon šiki sentóki) byl japonský armádní stíhací letoun užívaný ve druhé světové válce. Plný název sériových letounů byl Armádní stíhací letoun Typ 4 Model 1A Hajate,[ve zdroji nenalezeno] ve spojeneckém kódu byl označen Frank.
Jednalo se o robustní a rychlý letoun s dobrou pasívní ochranou pilota, se silnou výzbrojí a dlouhým doletem. Když se roku 1944 střetli s Ki-84 Američané, byli nemile překvapeni výkony nového soupeře. Avšak v té době měli již nad Japonci takovou početní převahu, že je nasazení jakéhokoliv moderního stroje nemohlo ohrozit.

## Vývoj

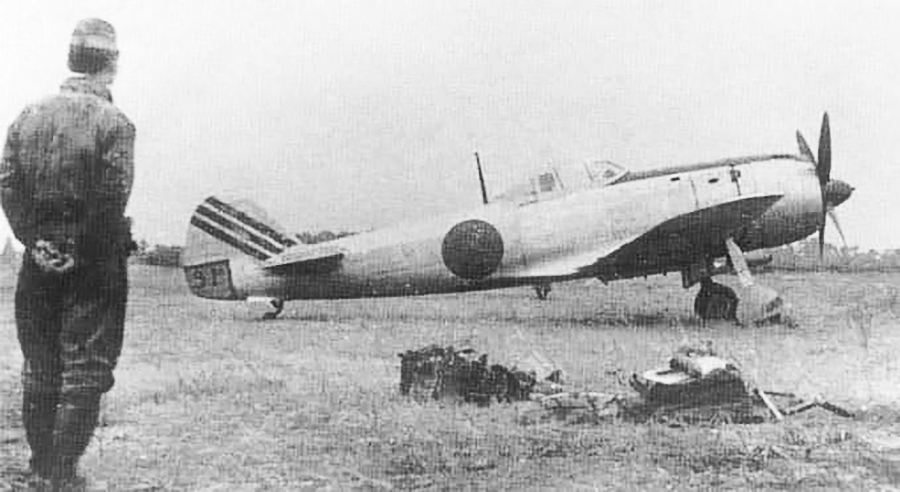
Nakadžima Ki-84 Hajate 73. sentai

Typ Ki-84 byl japonskou armádou objednán 29. prosince 1941, jako budoucí náhrada v té době do služby zaváděného typu Nakadžima Ki-43 Hajabusa. Nový typ si měl zachovat výbornou obratnost svého předchůdce a obecně dosahovat vyšších výkonů. Také měl mít pancéřování kabiny letounu a samosvorné obaly nádrží, což byly velké slabiny typu Ki-43. Vývoj nového typu vedl Tei Kojama, jenž stál i u zrodu typů Ki-43 a Nakadžima Ki-44. První prototyp byl dokončen v březnu roku 1943 a o pět týdnů později zalétán. Zkoušky probíhaly úspěšně a brzy byly dokončeny další dva prototypy letounu. V září roku 1943 proběhl cvičný souboj prototypu Ki-84 s letounem Ki-44 a s německým Focke Wulfem 190 A5, který byl rozebraný přepraven do Japonska. Major Jasuhiki Kuroe, který pilotoval prototyp Ki-84, ho shledal jako nejlepší.
Sériové výrobě typu předcházely dvě předsérie, které byly vyrobeny mezi srpnem roku 1943 a březnem roku 1944. Poté už začala sériová výroba typu, jež trvala až do konce války. Celkem bylo postaveno 3514 kusů Ki-84.

## Konstrukce

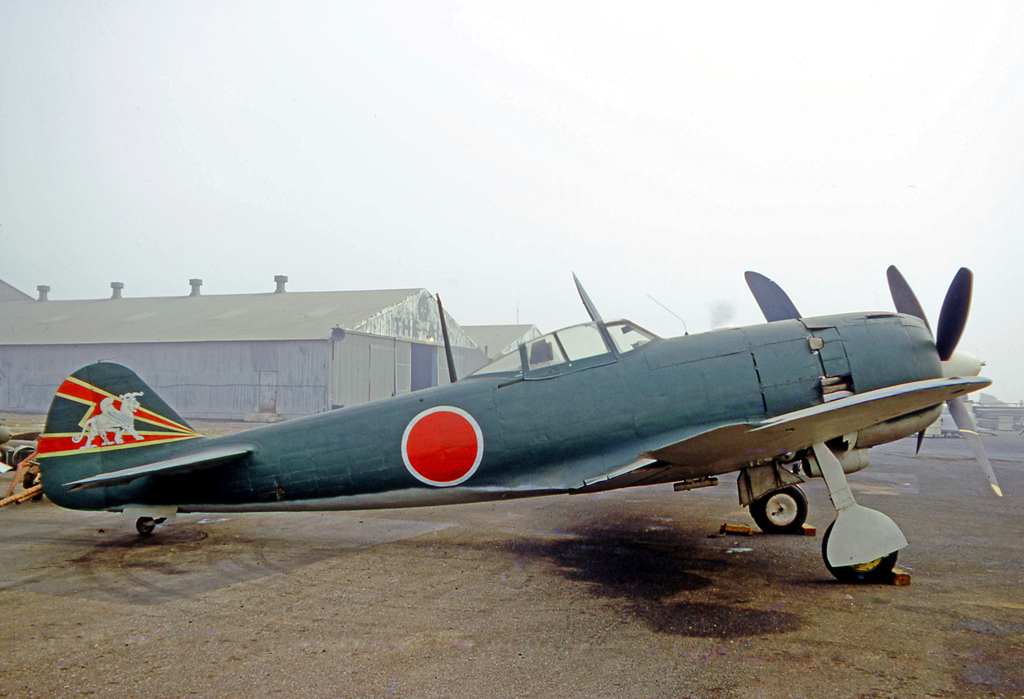
Jediný dochovaný letoun Nakadžima Ki-84 Hayate (N3385G)

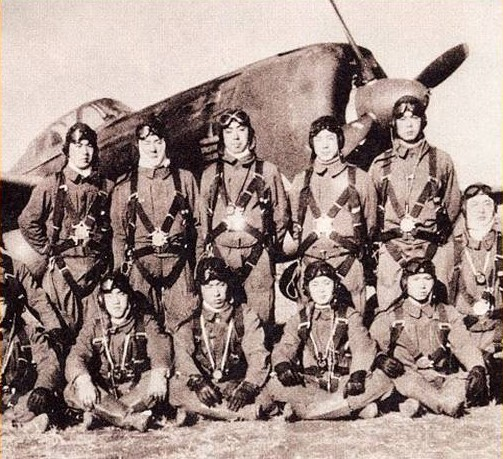
Ki-84

Ki-84 byl robustní dolnoplošník s kapkovitým překrytem pilotní kabiny a záďovým podvozkem, jehož hlavní nohy se zatahovaly směrem k trupu. Problémem letounu byla křehká konstrukce podvozku, jehož zhroucení bylo častou příčinou nehod při operacích z polních letišť. Letoun poháněl dvouhvězdicový vzduchem chlazený osmnáctiválec Nakadžima Ha-45 (ve verzích Ha-45-11, Ha-45-12 či později výkonnější Ha 45-21), který roztáčel čtyřlistou vrtuli. Jeho výkon bylo možné krátkodobě zvýšit pomocí vstřikování směsi vody a metanolu. V případě pohonné jednotky měl typ po celou svou operační službu problémy s tlakem palivové soustavy, jenž někdy způsoboval pokles výkonu motoru. Výzbroj typu se skládala ze dvou synchronizovaných kulometů typu Ho-103 ráže 12,7 mm nad motorem a dvou kanónů Ho-5 ráže 20 mm v křídle. Pod křídlem byly dva závěsníky, na které bylo možné zavěsit dvě pumy o hmotnosti 250 kg či některou z nich zaměnit za přídavnou nádrž.
Postupně byly vyvinuty také zdokonalené varianty letounu. Do části letounů byl montován výkonnější motor Nadakžima Ha 45-25 o výkonu 2000 koní. Nasazení proti americkým těžkým bombardérům B-29 si vynutilo zesílení výzbroje letounu. Verze Ki-84-Ib měla místo synchronizovaných kulometů další dva 20mm kanóny Ho-5 (celkem tedy čtyři) a verze Ki-84-Ic měla dva z 20mm kanónů vyměněny za dva kusy typu Ho-105 ráže 30 mm. Tyto dvě verze měly dřevěné skořepinové zadní části trupu s kýlovkami a vodorovnými stabilizátory a také demontovatelné koncové oblouky křídla. Překližka se také uplatnila u různých krytek, palubní desky a krytů podvozku. Střední a příďová část trupu i nosné plochy zůstaly celokovové. Pohon zajišťovaly dvouhvězdicové osmnáctiválce Nakadžima Ha-45 verzí 21, 23, nebo 25 s nízkotlakým vstřikováním paliva o maximálním výkonu 1397-1470 kW.
K sériové výrobě výškové verze Ki-84-III s motorem Ha 45Ru s turbokompresorem už nedošlo. Vyráběna nebyla ani verze Ki-84N (také Ki-117) s motorem Nakadžima Ha 44-13 o výkonu 2500 koní a zvětšeným rozpětím. Poslední dva projekty výškové verze byly označeny Ki-84P a Ki-84R.
Verze Ki-106 byla pokusem o výrobu letounu z nestrategických surovin. Její konstrukční řešení dostala na starost firma Tačikawa Hikoki K.K. První prototyp celodřevěného stroje zalétal v červenci 1945 major Yasuhito Kuroe. Do draku byl instalován motor Nakadžima Ha-45-21 o výkonu 1463 kW pod duralovou kapotou. Hlavňovou výzbroj tvořily dva synchronizované kanóny Ho-5 ráže 20 mm v trupu nad motorem a po jednom v každé polovině křídla. Následující tři prototypy byly z důvodu odlehčení vybaveny pouze trupovými kanóny. Zjednodušeny byly rovněž vztlakové klapky původně dělené.
Ki-113 byl nedokončený prototyp verze Ki-84 postavené pro změnu s ocelovou kostrou a potahem. Nedokončený zůstal i prototyp verze Ki-116 s řadovým motorem Micubiši Ha 112-II.[zdroj⁠?!]

## Operační nasazení

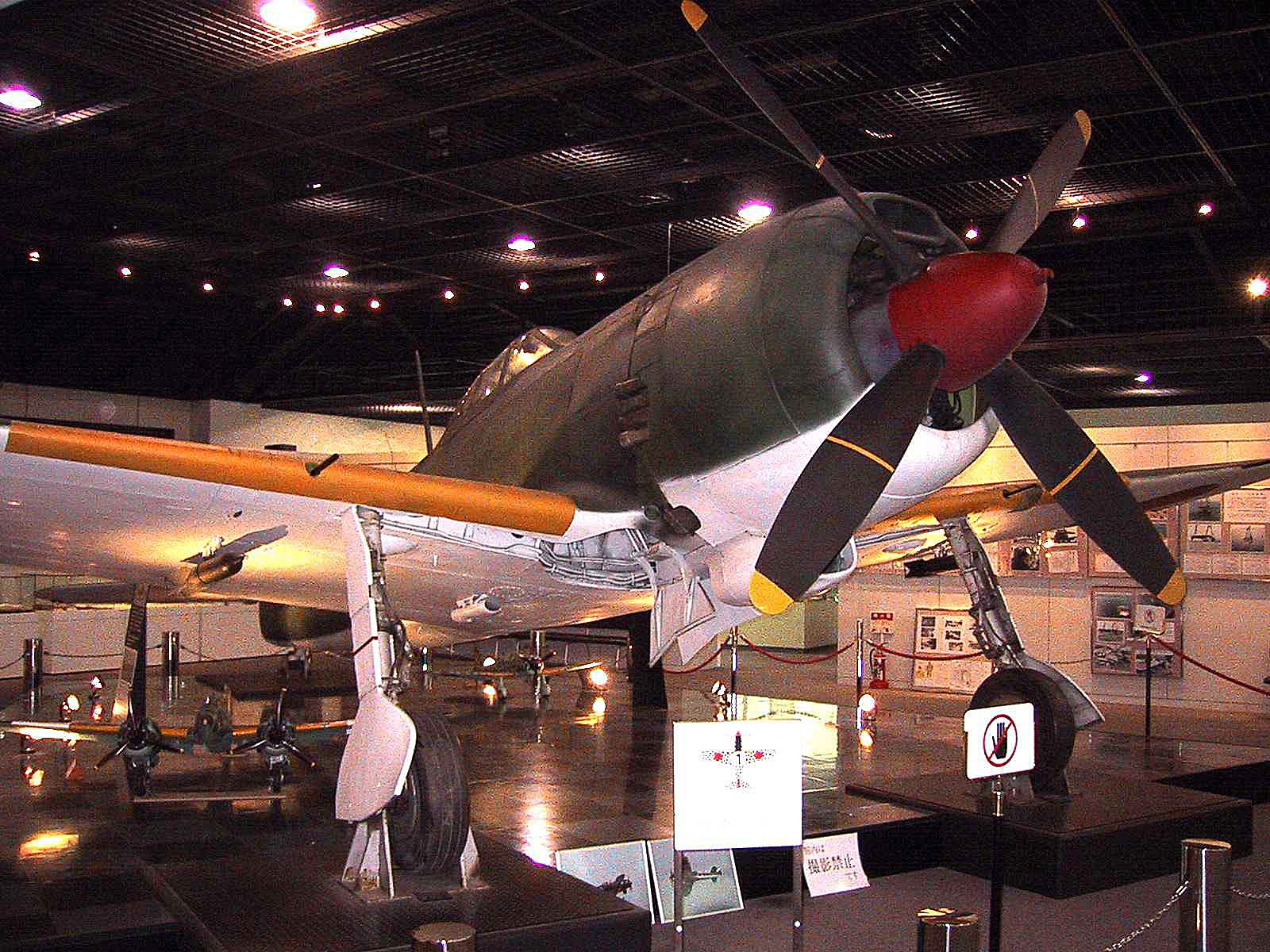
Jediný dochovaný Ki-84 vystavený v muzeu v Chiranu

Pro ověření vlastností letounu byla také v říjnu 1943 vytvořena experimentální čútai (~ letka) vyzbrojená typem Ki-84, která však nebyla nasazena v bojové oblasti. Výsledky testování byly velice pozitivní. První řadovou jednotkou, která byla typem vyzbrojena byla 22. sentai, která byla nejprve krátce nasazena v Číně a stala se zde pro Američany nepříjemným překvapením. Poté byly letouny nasazeny především při obraně Filipín a Okinawy.
Na Filipíny byla soustředěna většina jednotek s moderními Ki-84 (jednalo se o 1., 11., 29., 51., 52., 71., 72., 73. a 200. sentai), přičemž letouny byly nasazeny především jako stíhací bombardéry proti pozemním cílům a americké invazní flotile. V boji tyto jednotky ztratily většinu svých letadel a musely být poté staženy do Japonska k přeskupení a vyzbrojení.
Řada jednotek poté bránila Japonsko před útoky amerických bombardérů. Působily také na Okinawě, v Barmě, Číně, Thajsku, Mandžusku, Indočíně, Indonésii a řada jednotek skončila svou bojovou činnost na Tchaj-wanu.
Po skončení války používaly ukořistěné kusy jak Kuomintang, tak komunistické síly. Letoun byl testován i v USA.

## Dochovaný exemplář

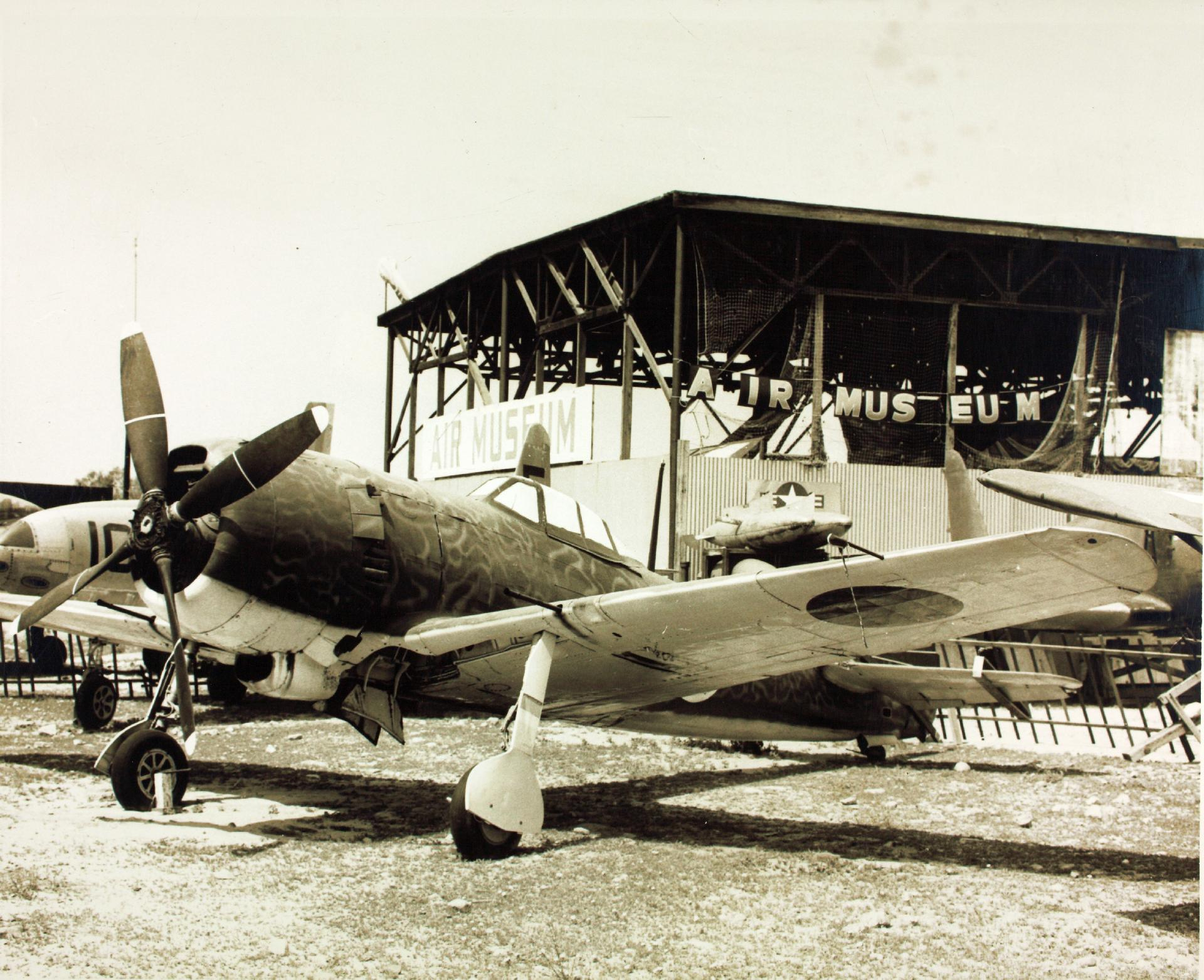
Jediný dochovaný Ki-84 vystavený v Air Museum v Claremontu

Jediný dochovaný exemplář letounu Ki-84 je vystaven v muzeu (知覧特攻平和会館, Chiran Tokkō-Heiwa-Kaikan, anglicky Chiran Peace Museum for Kamikaze Pilots) v Chiranu v Prefektuře Kagošima. Tento letoun patřil k verzi Ki-84-I Ko (sériové číslo 1446). Roku 1944 jej vyrobila společnost Nakadžima ve městě Óta. V rámci jednotky Sentai č. 11 operoval z letiště Clark Field na filipínském ostrově Luzon. Při japonské evakuaci byl poškozený zanechán na letišti a dne 31. ledna 1945 jej ukořistili Američané. Opatřili jej označením S17 a použili ke zkouškám. Později byl odvezen k dalšímu testování do Spojených států amerických. Po jejich skončení měl být vystaven v muzeu, ale v září 1952 jej od letectva koupil sběratel Edward T. Maloney, který v Claremontu roku 1957 otevřel své Air Museum (později Planes of Fame Air Museum). Zároveň byl letoun použit při natáčení filmu Hrstka statečných (Never So Few, 1959). Roku 1963 byl letoun uveden do letuschopného stavu (registrace N3385G) a účastnil se leteckých přehlídek. Roku 1973 letoun koupil japonský válečný leterán Morinao Gokan. V říjnu 1973 se účastnil leteckého dne na základně Iruma. Pilotoval jej Don Lykins z Air Muzea. Byla to první letecká ukázka japonského stíhacího letounu v Japonsku od skončení války. Následně byl letoun součástí několika muzejních expozic. V muzeu v Chiranu je od roku 1995.

## Uživatelé
- Čínská lidová republika
  - Letectvo Čínské lidové republiky
- Čínská republika
  - Letectvo Čínské republiky
- Indonésie
  - Indonéské letectvo
- Japonské císařství
  - Japonské císařské armádní letectvo

## Specifikace (Ki-84-Ia)

### Technické údaje
- Osádka: 1 (pilot)
- Rozpětí: 11,238 m
- Délka: 9,920 m
- Výška: 3,385 m
- Nosná plocha: 21,0 m²
- Hmotnost prázdného letounu: 2698 kg
- Vzletová hmotnost: 3890 kg
- Pohonná jednotka: 1 × dvouhvězdicový vzduchem chlazený čtyřdobý zážehový osmnáctiválec Nakadžima Ha-45 Model 21 o maximálním výkonu 1990 koní[1] (1463,64 kW)

### Výkony
- Maximální rychlost: 687 km/h ve výšce 6100 m[5]
- Dostup: 11 000 m
- Dolet: 1800 km

### Výzbroj
- 2 × synchronizovaný kulomet Ho-103 ráže 12,7 mm nad motorem (350 nábojů na hlaveň)
- 2 × kanón Ho-5 ráže 20 mm (150 nábojů na zbraň) v křídle
- 500 kg pum